# Гоенштайн (Гессен)
Гоенштайн (нім. Hohenstein) — сільська громада в Німеччині, знаходиться в землі Гессен. Підпорядковується адміністративному округу Дармштадт. Входить до складу району Райнгау-Таунус.
Площа — 63,79 км2. Населення становить 6176 ос. (станом на 31 грудня 2020).